# Подкум
Подкум (словен. Podkum) је насељено место у општини Загорје об Сави, Засавска регија, Словенија.

## Историја
До територијалне реорганизације у Словенији био је у саставу старе општине Загорје об Сави.

## Становништво
У попису становништва из 2011. године, Подкум је имао 224 становника.
| Број становника према пописима | Број становника према пописима | Број становника према пописима |
| ------------------------------ | ------------------------------ | ------------------------------ |
| 1991                           | 2002                           | 2011                           |
| 250                            | 226                            | 224                            |

Напомена: До 1952. исказивано под именом Свети Јуриј под Кумом. Године 1999. смањен за део насеља који је проглашен за ново самостално насеље Сопота. Године 2015. повећан за део насеља Боровак при Подкуму.